# 保罗·梅茨
保罗·梅茨（丹麥語：Paul Metz，1892年11月17日—1975年9月8日），生于哥本哈根，丹麦前男子曲棍球运动员。他曾代表丹麦国家队参加1920年夏季奥林匹克运动会曲棍球比赛，获得一枚银牌。